# Тербунский Второй сельсовет
Тербу́нский Второ́й сельсове́т — сельское поселение в составе Тербунского района Липецкой области.
Административный центр — село Вторые Тербуны.

## История
Образовано на основании Закона Липецкой области № 650 от 28 мая 2008 года «Об объединении сельских поселений Тербунский Второй сельсовет, Яковлевский сельсовет, Бурдинский сельсовет. Тербунского муниципального района Липецкой области» путём объединения Тербунского Второго сельсовета, в который входил один населённый пункт — Вторые Тербуны, Бурдинского сельсовета (село Бурдино) и Яковлевского сельсовета (Яковлево, Островок) с центром в селе Яковлево.
1 марта 2009 года состоялись выборы главы и депутатов Совета депутатов сельского поселения.

## Население
| 2009  | 2010  | 2012  | 2013  | 2014  | 2015  | 2016  |
| ----- | ----- | ----- | ----- | ----- | ----- | ----- |
| 2504  | ↘2481 | ↗2517 | ↗2578 | ↗2592 | ↘2546 | ↘2517 |
| 2017  | 2018  | 2021  |       |       |       |       |
| ↘2474 | ↘2447 | ↘2036 |       |       |       |       |

## Состав сельского поселения
| № | Населённый пункт | Тип населённого пункта       | Население |
| - | ---------------- | ---------------------------- | --------- |
| 1 | Бурдино          | село                         | ↘645      |
| 2 | Вторые Тербуны   | село, административный центр | ↘1377     |
| 3 | Островок         | деревня                      | ↗120      |
| 4 | Яковлево         | село                         | ↗339      |

## Экономика
Большинство сельскохозяйственных земель поселения обрабатывается крестьянско-фермерскими хозяйствами.
На территории поселения функционирует ряд торговых точек.

## Образование и культура
В поселении работают: средняя и начальная школы, детский сад, три общие и одна детская библиотеки.
В селе Бурдино расположена церковь Вознесения Господня .

## Здравоохранение
В селе Вторые Тербуны действует врачебная амбулатория.

## Известные уроженцы
В Бурдине родился митрополит Одесский Агафангел (Саввин) (Украинская православная церковь Московского патриархата).